# Murray Grand
Murray Grand (Filadélfia, Pensilvânia, 27 de agosto de 1919 – Fort Lauderdale, Flórida, 7 de março de 2007) foi um cantor, compositor, letrista e pianista norte-americano, mais conhecido pela música "Guess Who I Saw Today".